# Marca de Carintia

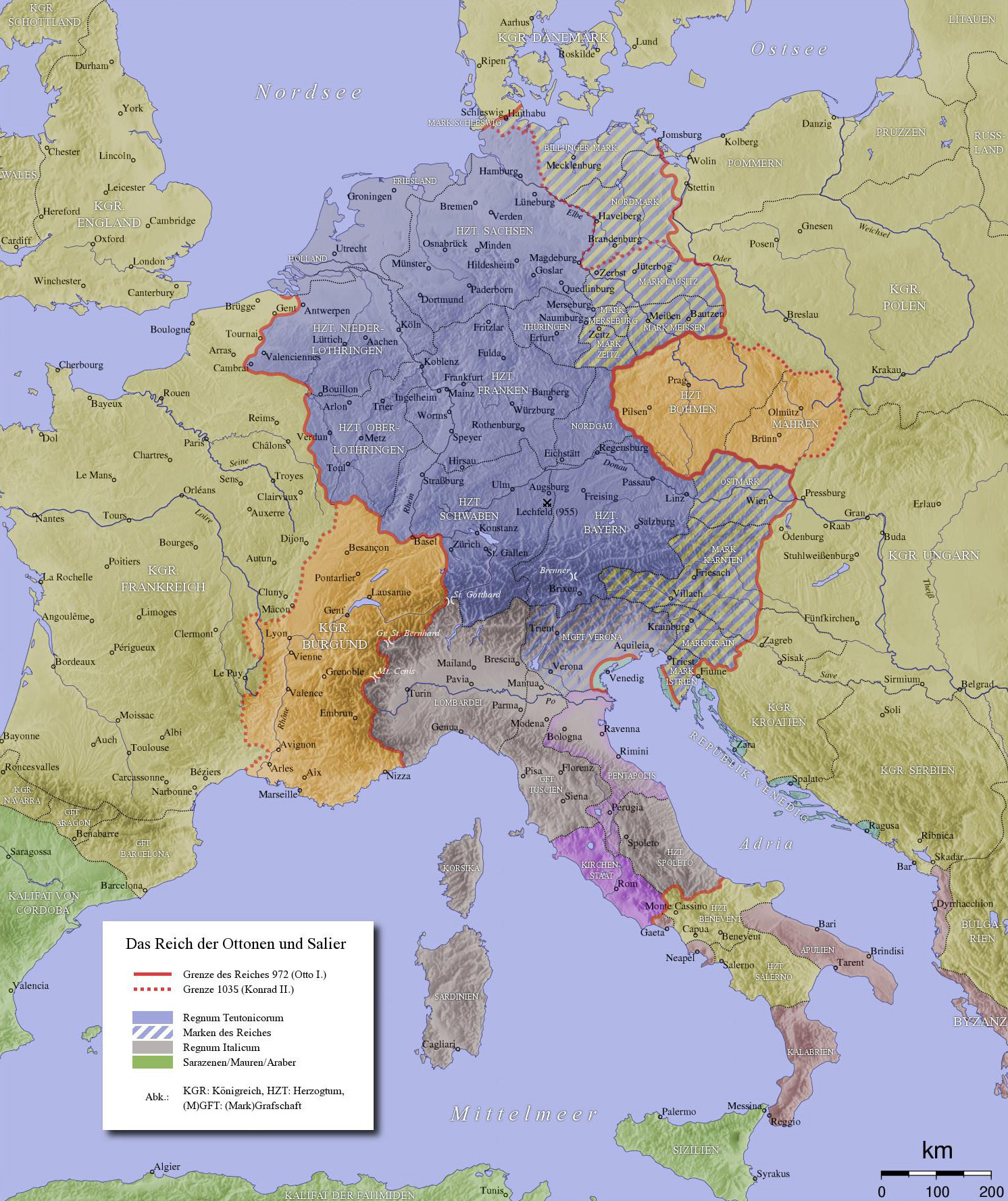
Sfântul Imperiu Roman în secolul al X-lea. Marca de Carintia reprezintă porțiunea centrală în cadrul mărcilor Bavariei hașurate în partea inferioară dreapta.

Marca de Carintia a fost un teritoriu de frontieră a Imperiului Carolingian, constituită în anul 889. Înainte de a deveni o marcă, a fost principat sau ducat guvernat de principi slavi inițial independenți, apoi a trecut sub stăpânirea bavarezilor și ulterior sub suzeranitea francilor. Regiunea a fost divizată în comitate care, după succesiunea ducelui de Carintia pe tronul Franciei de răsărit, au fost unificate sub o singură autoritate, ca marcă cu rolul de apărare împotriva slavilor din Croația panonică. Atunci când Marca de Carintia a fost devenit ducat în 976, o nouă marcă de Carintia a fost creată, care ulterior a devenit Marca de Stiria.

## Context
În 745 Carantania, un principat slav independent, pe fondul creșterii amenințarii avarilor, s-a supus ducelui Odilo de Bavaria, el însuși vasal al francilor. Astfel, frontiera Bavariei s-a extins, iar fiul lui Odilo, Tassilo al III-lea de Bavaria, a început creștinarea triburilor slave de dincolo de râul Enns. În 788 Carol cel Mare a integrat cu totul teritoriul Carintiei (Carantaniei) în statul franc, devenind parte a Ducatului de Friuli, alături de Marca de Istria. În acest context, activitatea misionară a crescut în intensitate, în principal prin acțiunea arhidiecezei de Salzburg.
Între 819 și 823 populația slavă nativă a sprijinit răscoala lui Ljudevit Posavski împotriva stăpânirii france. În 827 bulgarii au atacat Carintia, iar în 828 împăratul Ludovic cel Pios a reorganizat regiunea Friuli în patru ținuturi, dintre care cele mai nordice — Carintia și Panonia Inferioară — au fost detașate de Regatul Italiei și încorporate Bavariei. La rândul său, Ludovic Germanul, fiul lui Ludovic cel Pios, a reorganizat Carintia la puțină vreme după aceea. Divizarea Carintiei a avut loc înainte de 819 sau poate simultan cu divizarea din Friuli. Anterior, Carintia era încă guvernat de duci din regiune. Noua administrație comitală a fost mixtă, bavarezo-slavă.

## Carloman și Arnulf
Teritoriul a rămas în cadrul Regatului Bavariei al lui Ludovic. În 855 Radbod, prefect al Mărcii de Austria (Ostmark), a fost deposedat pentru lipsă de loialitate, iar marele duce Rastislav al Moraviei Mari s-a răsculat împotriva suzeranității Franciei de răsărit. În locul lui Radbod, regele Ludovic l-a numit în 856 pe fiul său mai vârstnic, Carloman. Carloman a preluat controlul asupra celorlalte mărci din răsărit, Carintia și Pannonia, iar în 858 a pornit o campanie puternică împotriva lui Rastislav, forțându-l pe acesta să solicite negocieri. În 861 margraful Pabo s-a răsculat alături de conții săi, drept pentru care ducele Carloman l-a înlocuit cu Gundachar. În 863, temându-se de o rebeliune a fiului său, regele Ludovic Germanul a invadat Carintia, devenită baza de acțiune a lui Carloman de Bavaria. Gundachar s-a îndreptat către rege cu o mare armată care i se dăduse pentru a apăra Schwarza. Drept rezultat, Carloman a fost capturat și privat de prefectura sa, care i-a fost acordată lui Gundachar.
Când Carloman s-a reconciliat cu tatăl său și a fost numit rege al Bavariei, el a dat Carintia fiului său, Arnulf de Carintia. născut din legătura cu o concubină din Carintia. Arnulf și-a păstrat reședința la Moosburg (Mosapurc), iar carintienii l-au considerat ducele lor nativ. După ce Carloman a paralizat după ce a fost lovit de un trăznet în 879 Ludovic cel Tânăr a moștenit Bavaria și l-a confirmat pe Arnulf în Carintia în urma unui acord cu Carloman. Totuși, Bavaria a fost mai mult sau mai puțin condusă de Arnulf. Arnulf se afla la conducerea Bavariei pe parcursul verii și toamnei anului 879 când tatăl său a decis ca succesiunea să îi revină, iar el însuși a obținut Panonia, potrivit consemnării din Annales Fuldenses, sau Carantanum potrivit cuvintelor lui Regino de Prüm.

## Marca
După ce a devenit rege al Franciei răsăritene, Arnulf a constituit Marca de Carintia, alături de Mărcile Istria, Austria și Carniola. Cele situate în sud, Carintia și Carniola, au fost cele mai expuse invaziilor maghiarilor. În 901, la numai doi ani după primul lor contact cu Europa occidentală, maghiarii au devastat și Carintia. În 952 Carintia a fost plasată sub Ducatul de Bavaria, așa cum erau și Carniola, Istria și Friuli.
Orașele principale ale Mărcii de Carintia erau Friesach și Villach. În secolul al X-lea așa-numita Marcă de Carantania (numită „Marca de Carintia” deoarece era marca noului ducat de Carintia) s-a desprins de Carintia. Marca de Carantania va deveni ulterior Marca de Stiria. Singurul margraf de Carintia cunoscut din această perioadă — deși sunt cunoscuți mai mulți conți — este Markward al III-lea, care este menționat de surse ca preses de Carinthia. 
În 976 împăratul Otto al II-lea l-a numit pe fiul său, Otto I duce de Bavaria și a separat Marca de Carintia și celelalte mărci de ducat. El a transformat Carintia în ducat, cu care l-a înfeudat pe Henric al III-lea de Bavaria din familia Luitpoldingilor.